# Ópera de Montecarlo
La Ópera de Montecarlo (en francés: Opéra de Monte-Carlo) es un teatro de ópera diseñado por el arquitecto Charles Garnier bajo la dirección de Marie Blanc (viuda de François Blanc). Fue inaugurado el 25 enero de 1879 con la actuación de Sarah Bernhardt.

## Historia
Con la falta de diversiones culturales disponibles en Mónaco en la década de 1870, el príncipe Carlos III , junto con la Société des Bains de Mer, decidió la construcción de un teatro de ópera. Inicialmente, fue el teatro privado de Carlos III con entradas reservadas para su familia. Este iba a ser la Salle Garnier que se inauguró en 1879.
El edificio, después de muchos años debió cerrar en el año 2000. El mayor trabajo de restauración se llevó a cabo a partir de 2003 por un monto total de veintiséis millones de Euros. La Ópera fue completamente renovada y abierta al público por el Príncipe Alberto II de Mónaco, el miércoles 16 de noviembre de 2005.
Después de cinco años sin actuaciones, la primera representación, fue dedicada a la obra El Viaje a Reims de Rossini, comenzando el siguiente sábado 19 de noviembre de 2005, el día de la inauguración como Príncipe del sucesor de Rainiero III.

## Sala Garnier
Fue inaugurada el 25 de enero de 1879 con la actuación de Sarah Bernhardt vestida como una ninfa. La primera ópera representada fue Le Chevalier Gaston de Robert Planquette el 8 de febrero de 1879, seguida de tres óperas adicionales en la primera temporada.

## Diseño y decoradores
Muchos artistas del siglo XX han creado diseños de vez en cuando para la Ópera de Montecarlo.
Los primeros decoradores que han visto pasar a tantos artistas de fama internacional, fueron los maestros: Visconti, de nacionalidad italiana hasta 1937 y el pintor francés Charles Roux LL, que realizó un número importante de escenografías hasta su jubilación en 1962.
Entre los artistas contemporáneos que han contribuido a la reputación de la sala diseñada por Charles Garnier incluyen Barsacq León, Pablo Picasso (El amor Brujo ), León Zack (Razin), Yves Brayer (Aída), Pablo Roux (El amor de las tres naranjas y Sardanápalo).